# Tonga ai Giochi della XXIV Olimpiade
Tonga ha partecipato alle olimpiadi estive 1988 a Seul, Corea del Sud.

## Atletica leggera

### Femminile
Eventi concorsi
| Atleta              | Evento           | Qualificazioni | Qualificazioni | Finale     | Finale     |
| Atleta              | Evento           | Distanza       | Posizione      | Distanza   | Posizione  |
| ------------------- | ---------------- | -------------- | -------------- | ---------- | ---------- |
| Siulolo Vao Ikavuka | Getto del peso   | 12.31m         | 20°            | non avanzò | non avanzò |
| Siulolo Vao Ikavuka | Lancio del disco | 44.94m         | 22°            | non avanzò | non avanzò |